# Такт (поведение)
Такти́чность (такт, чу́вство та́кта, чу́вство ме́ры; лат. tactus — прикосновение, осязание, чувство) — умение вести себя в соответствии с принятым этикетом и этическими нормами. Людей с чувством такта называют тактичными. Тактичность подразумевает не только простое следование правилам поведения, но и умение понимать собеседника и не допускать неприятных для других людей ситуаций.

## Тактичность в древнегреческой философии
Характеристику бестактности на конкретных примерах дал древнегреческий философ Теофраст в своём труде «Характеристики». Согласно Теофрасту, бестактность — это неумение выбрать подходящий момент для общения, что причиняет собеседнику неприятность. Бестактный человек не имеет злого умысла, но действует невпопад и не вовремя.
Теофраст приводит следующие примеры бестактных поступков:
- прийти за советом к занятому человеку;
- ворваться с пьяной толпой к больной возлюбленной;
- обратиться за поручительством к уже пострадавшему от поручительства;
- явиться в суд свидетелем, когда дело уже закончилось;
- поносить женский пол на свадьбе;
- пригласить усталого и только что пришедшего домой человека на прогулку;
- привести покупателя, предлагающего более высокую цену, к продавцу после уже состоявшейся продажи;
- начать рассказывать всё сначала, когда суть дела уже понята собравшимися;
- явиться за процентами к только что потратившемуся на жертвоприношение должнику;
- рассказать при наказываемом рабе о том, как другой раб повесился от бичевания;
- попытаться в третейском суде поссорить стороны, желающие примириться;
- пускаясь в пляс, потащить за собой ещё не пьяного соседа.

## Современное представление о такте
Такт — соразмерность поведения человека с чувствами и поступками других людей. Тактичность — способность соизмерять собственные поступки, чувства, слова и интонации с поступками, чувствами и интонациями других; навык совершения поступков и произношения слов, гармонизированных с поступками или словами партнера по общению.
Х.-Г. Гадамер пишет: 

Под тактом мы понимаем определённую восприимчивость и способность к восприятию ситуации и поведения внутри неё, для которой у нас нет знания, исходящего из общих принципов. В силу этого понятие такта невыразительно и невыразимо. Можно что-то тактично сказать. Но это всегда будет значить, что при этом что-то тактично обходят и не высказывают и что бестактно говорить о том, что можно обойти. Но «обойти» не означает отвернуться от чего-то; напротив, это что-то нужно иметь перед глазами, чтобы об него не споткнуться, а пройти мимо него. Тем самым такт помогает держать дистанцию, избегать уязвлений и столкновений, слишком близкого соприкосновения и травмирования интимной сферы личности.— Гадамер Х.-Г. Истина и метод